# Emberi jogi helyzet Észak-Koreában

Észak-Korea címere

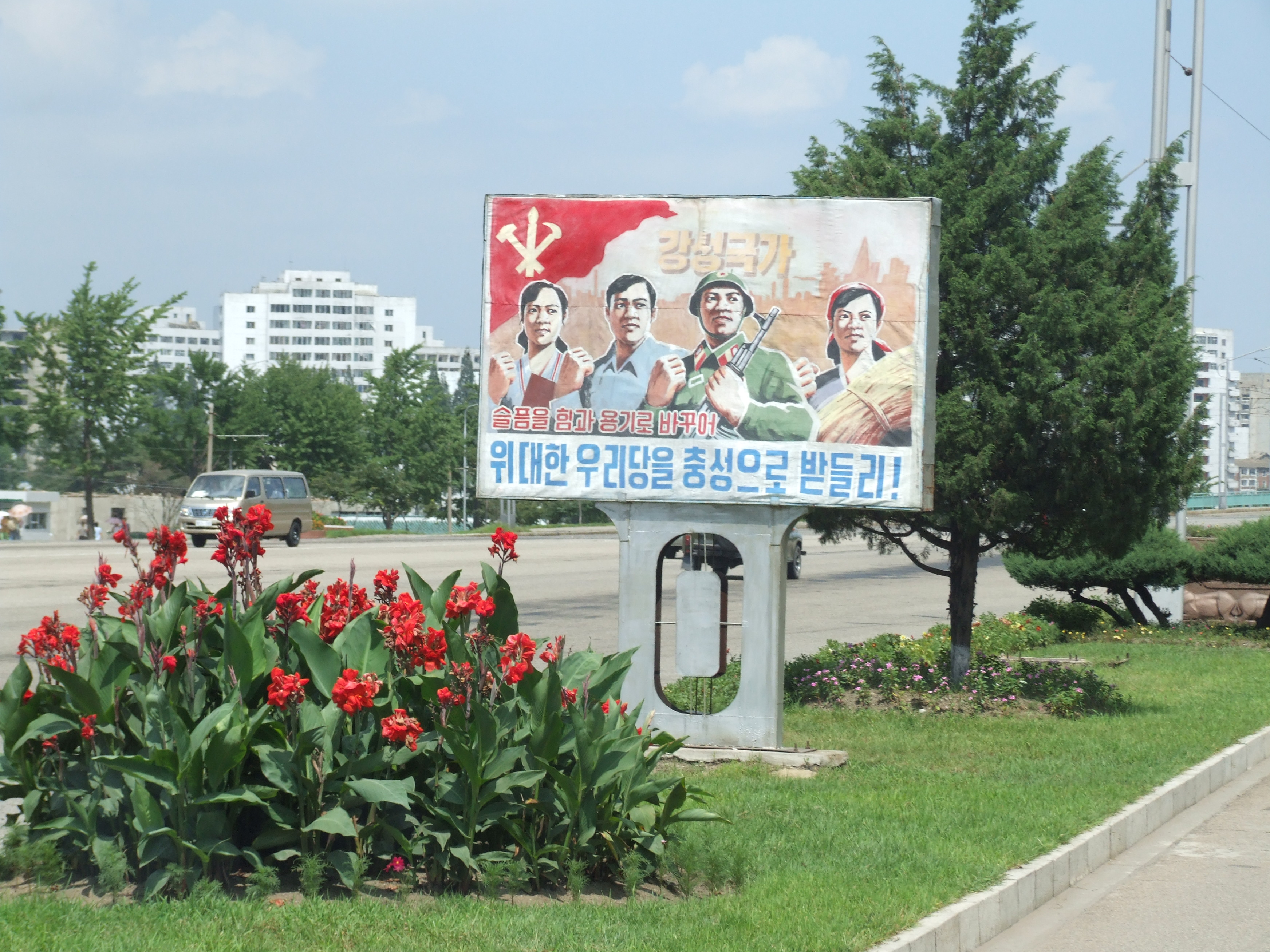
Koreai Munkapárt propaganda hirdetése

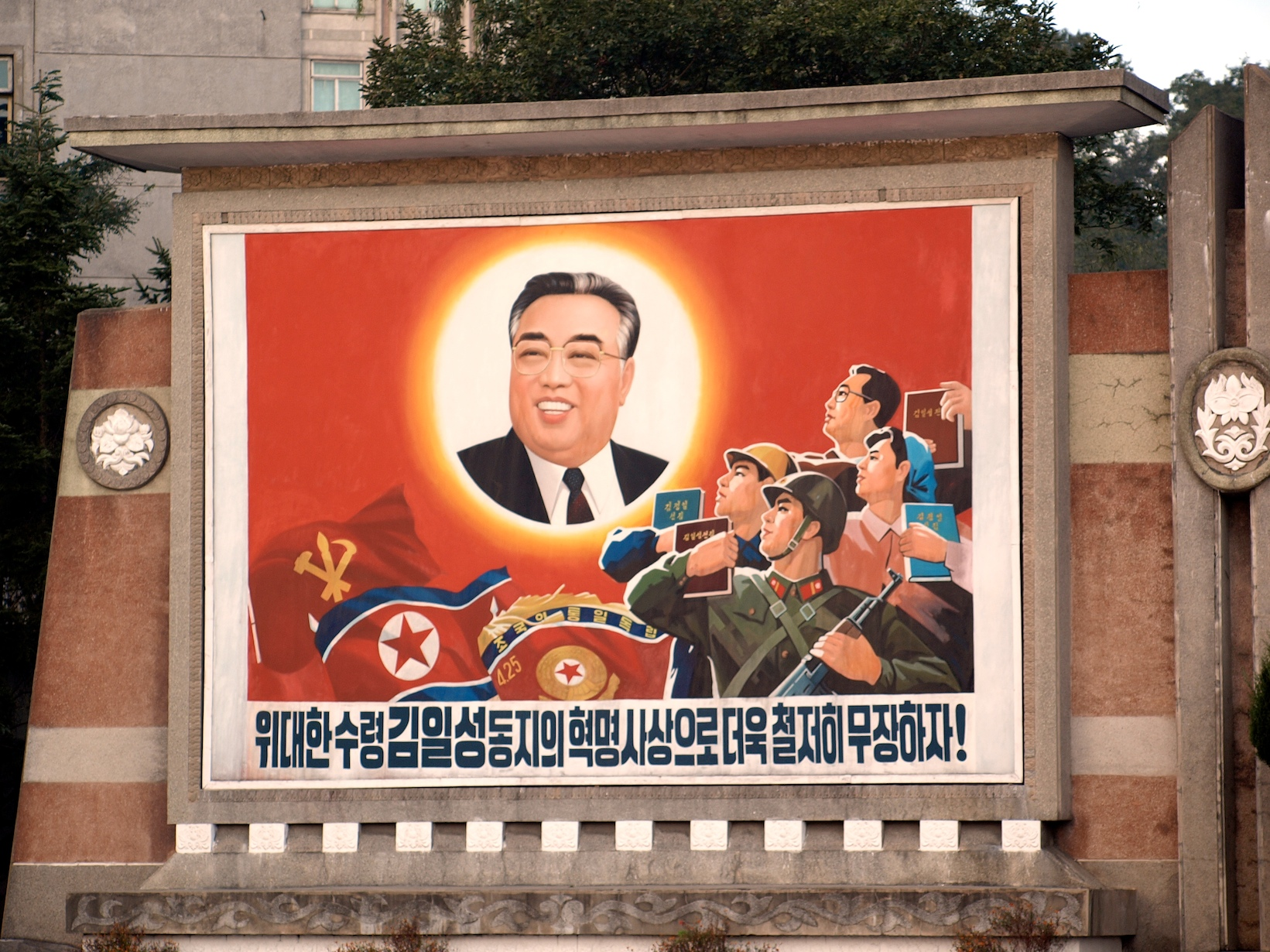
Vonszan,Szongdovon Hotel homlokzatán lévő plakát

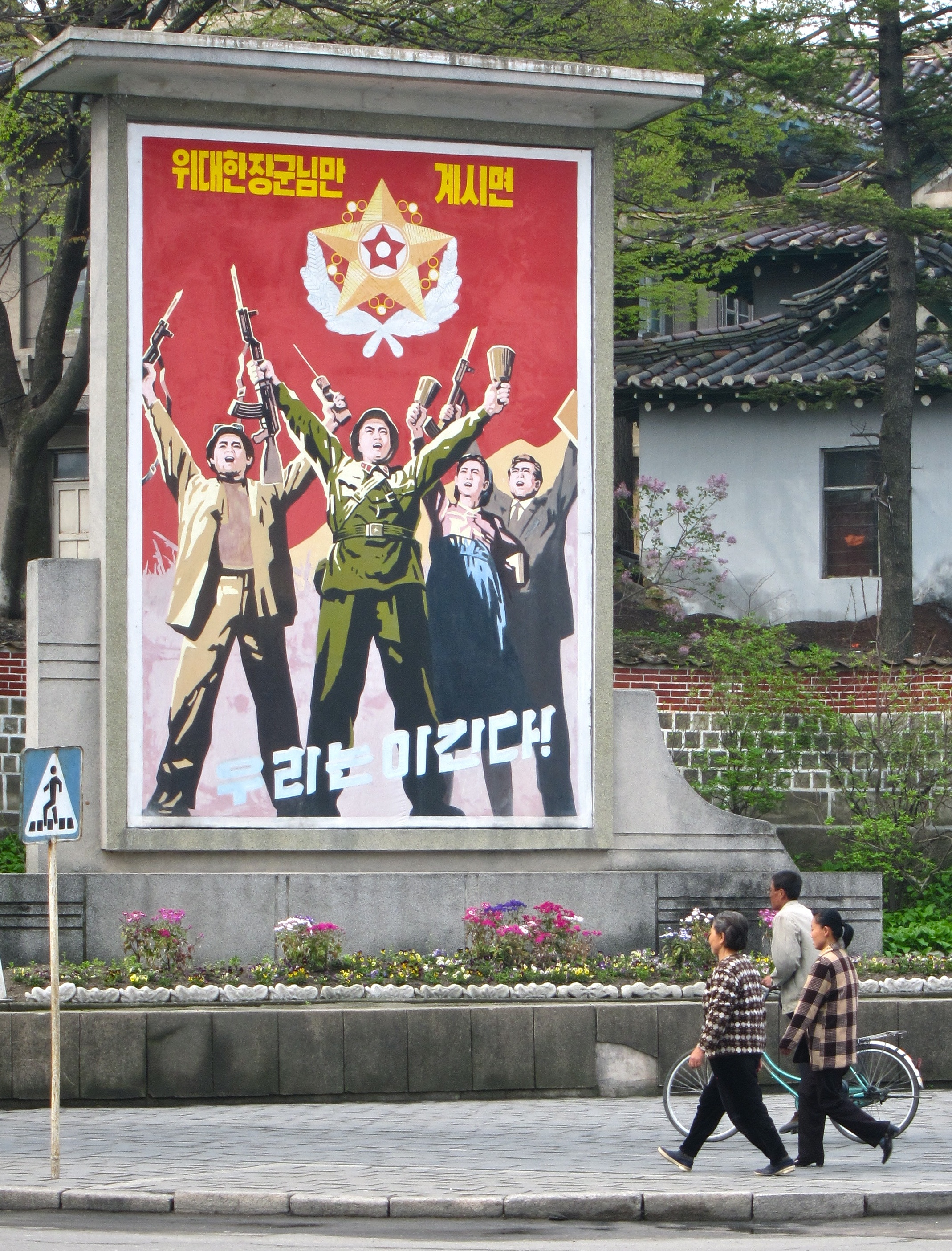
Propaganda plakát Keszongban

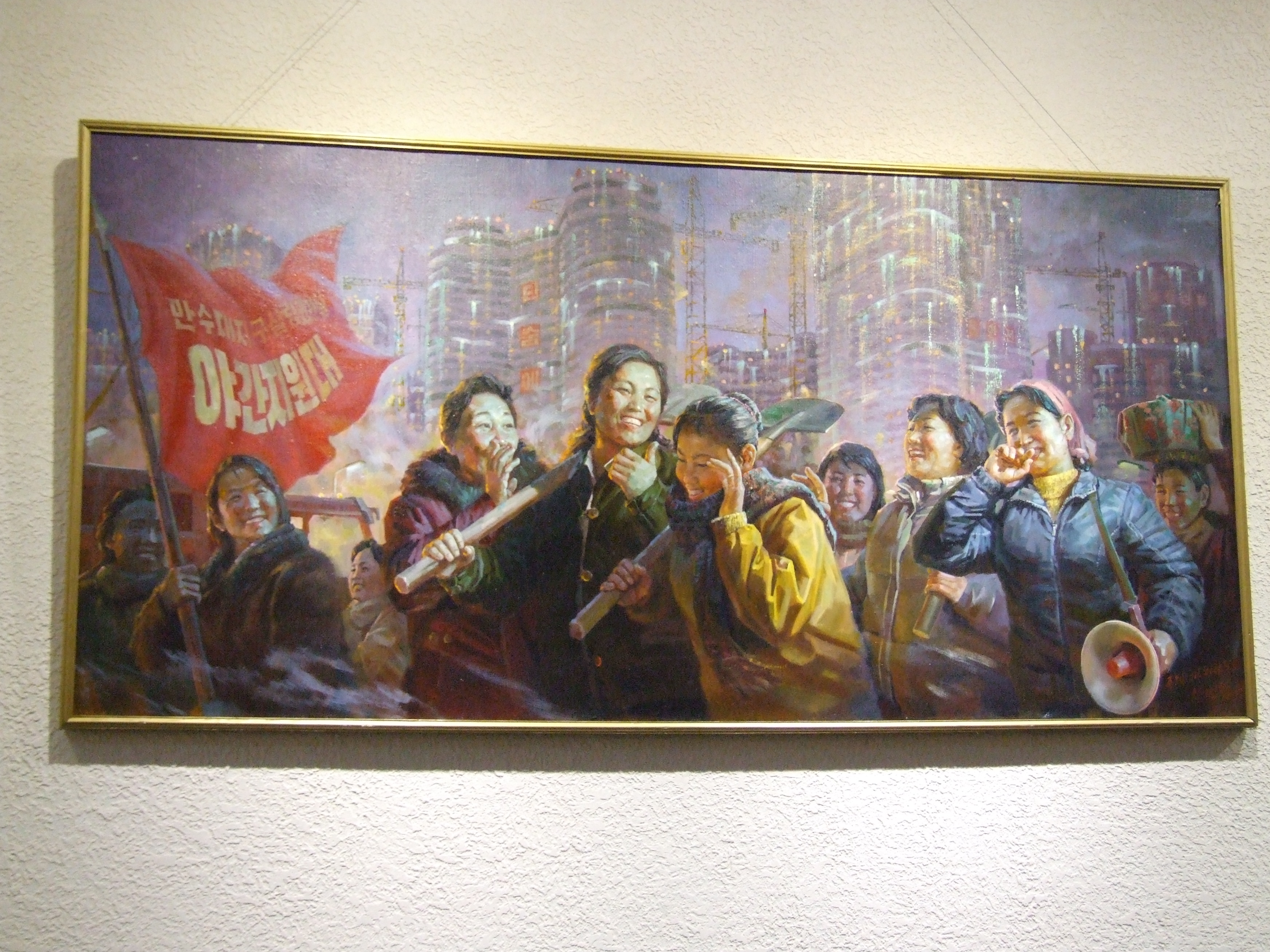
Boldog dolgozó, középső kaszthoz tartozó nők - kultúrpropaganda

Észak-Korea az egyik aláírója a Polgári és Politikai Jogok Nemzetközi Egyezségokmányának és Gazdasági, Szociális és Kulturális Jogok Nemzetközi Egyezségokmányának. Ennek ellenére panasszal élt az ENSZ, az Európai Parlament és számos emberi jogi szervezet az országban tapasztalt emberi jogok tömeges megsértése miatt.
2003 áprilisában az ENSZ Emberi Jogok Bizottsága Genfben megtartott ülésén első ízben, majd többször is elmarasztalta Észak-Koreát az emberi jogok súlyos, rendszeres és széles körű megsértése miatt.
Az ENSZ 2014. február 17-én tette közzé az észak-koreai emberi jogsértéseket vizsgáló jelentését, amit azonban az ország visszautasított.
Az Emberi Jogokért Észak-Koreában elnevezésű washingtoni székhelyű szervezet "Észak-Korea rejtett gulágjai" című 2013-as jelentése részletesen mutatja be az emberi jogok megsértését a börtöntáborokban.
Nemzetközi összevetésben, mint a sajtószabadság, a mozgás szabadsága terén Észak-Korea következetesen az utolsó helyezést foglalja el. Az Amnesty International azon országok közé sorolja, mint "rezsimeket, amelyek megsértik az emberek alapvető egyetemes jogait".
Az emberi jogok helyzetéről kevés információs forrás áll rendelkezésre, mivel Észak-Korea az egyéni turizmus elől elzárt, csak szervezett csoportok kereshetik fel, az állami propaganda pedig a valósnál jobb körülményekről ad tájékoztatást. Hiteles forrásoknak a sikeres szökési kísérleteket követően született vallomások, beszámolók, kiszivárgott információk, beépített személyek által készített titkos videofelvételek, valamint a fényképek és a műhold felvételek tekinthetők.

## Történelmi - politikai háttér
Az okok között a jelenlegi politikai rendszert és annak létrejöttét mozgató történelmi események láncolatát egyben és összességében kell vizsgálni. A korábban csak "Remete királyságnak" nevezett országban nagy hagyománya van az elzárkózó, önálló utas politikának. A koreai elit a rendszeres japán és kínai támadások össztüzében elzárkózást hirdetett meg.
A japán megszállást követően az ENSZ határozata alapján Koreát a 38. északi szélességi fok mentén kettéosztották egy szovjet és egy amerikai megszállási zónára. 1945 augusztusában szovjet fennhatóságú ideiglenes kormányzatot hoztak létre Phenjanban, amely a szovjetbarát Koreai Népi Demokratikus Köztársaság 1948-as megalapításáig állt fenn. Észak-Korea vezetője Kim Ir Szen lett. Északon a Szovjetunió és Sztálin iránymutatása, a Sztálinizmus jelentette a hatalmi rendszer alapját. A japán uralom végével Észak-Korea lakói továbbra sem gyakorolhatták a polgári és politikai jogokat. A személyi kultuszra épülő rendszert, a szovjet modellt vette alapul, melyhez Moszkva tanácsadókat küldött. Őket az 1950-es években az észak-koreai belügyminisztérium alkalmazta. Az 1950-es években, Kim Ir Szen küzdeni kezdett az állítólagos ellenségeivel szemben, hogy a változó állású háborúban megerősíthesse helyzetét a pártban. Ekkortól jelent meg gyanús, ellenséges emberek felkutatása, a lakosság elnyomása. A folyamatokra jelentős hatást gyakorolt a szövetséges USA-val és Dél-Koreával szembeni konfliktus, amely végül a koreai háborúban teljesedett ki. Az észak-koreai társadalom militarizálódott és folyamatos éberséget követelt az állítólagos nyugati ügynökök kiszűrésére. A Kim Ir Szen és fia, Kim Dzsongil vezetőkkel szembeni kémkedés vádja gyakran szolgált ürügyként a politikai ellenfelek eltávolítására. Az ország vezetése ügyesen manőverezett, hogy elkerülje a keleti blokkra jellemző korabeli szovjet és kínai befolyást. Fontos volt ugyanakkor, hogy szakítottak a sztálinizmussal és egy új típusú személyi kultuszra épített totalitárius rendszert hoztak létre. Ez az emberi jogok elnyomásán alapul, és a hadseregre épült államgépezet működteti a gazdasági nehézségek ellenére. A teljes hatalmi és politikai, ideológiai elszigeteltség következtében az országot elkerülte az 1989-ben lezajlott világméretű rendszerváltási hullám. Egyes 2011-ben nyilvánosságra került titkosszolgálati jelentések alapján úgy tűnt, hogy egyetlen szövetségese – Kína - is egyre inkább kihátrál az észak-koreai vezetés mögül és Észak-Koreát, "romlott gyermekként" nevesíti. Az elnyomó rendszer alapja Kim Ir Szen halála után a dzsucse és a dzsucse-ideológia, mint politikai rendszer és terrorvallás lett.

## Az emberi jogok megsértése

### Állami diszkrimináció és a politikailag megbízhatatlan polgárok helyzete
Az észak-koreai társadalom három rétegű kasztrendszerre osztható:
- A legfelső osztályt a jószívű erők, a pártkáderek, a hatalommal nyerészkedők (korrupt hivatalnokok), a feketegazdaság üzletemberei, az állami vállalatok vezetése, valamint családjaik alkotják. Az elitbe tartoznak még a japán és a koreai háború veteránjai, illetve az áldozatok családjai.[12]
- A középső réteget alkotják a semleges erők, a hétköznapok emberei. Akik önellátóan dolgoznak és gondoskodnak a mindennapi életükről.
- A társadalmi ranglétra legalján az ellenséges elemek találhatók. közéjük tartoznak a disszidálók családtagjai, a korábbi korszak meghatározó vállalkozói és miniszterei, a japán gyarmati kor alkalmazottai, (a korábbi) foglyok és családtagjaik, valamint azok a párttagok, akik ellenzik a Kim Ir Szen és családjának hatalmát vagy a rendszer működését kritizálják, bírálják. Az ebben nyomorgó tömeg létszámát 200 000-re teszik. Évente a halálozás mértéke - az emberjogi szervezetek szerint - mintegy 10 000 főre tehető.[13] A legalacsonyabb osztályt már korábban korlátozták. Már az 1950-es években rendelkezés született arra, hogy ezen személyek a nagyobb városokban, az államhatár közelében és a partvidékek mentén nem tartózkodhatnak. Kiszivárgott információk szerint ez a csoport nem részesülhet az élelmiszer-jegyekben és egyéb juttatásokban. Az élelmiszerhiány erősödésének következtében a csoporthoz tartozók ellátása drasztikusan romlott az 1990-es években.[14]

### A szólásszabadság korlátozása
A személyi kultusz a két vezető, Kim Ir Szen, Kim Dzsongil és Kim Dzsongun feltétlen tiszteletét jelenti. Már a vezérek arcképének gondatlan kezelése is büntetőjogi következményeket von maga után ugyanúgy, mint bármilyen kritikus véleménynyilvánítás, esetleg a Koreai Munkapárt irányításának megkérdőjelezése.

### Az információ szabadságának korlátozása
Tájékozódásra a lakosság nem használhat mást, mint az észak-koreai állami média csatornáit, amely természetes módon az állami propaganda legfőbb eszköze. 2013. november 3-án többek között 80 embert végeztek ki a dél-koreai televízió adásának nézéséért összesen hét észak-koreai városban. Észak-Koreában súlyos bűncselekménynek számít a rezsim által nem engedélyezett külföldi - elsősorban a kapitalista Dél-Koreából származó - filmek nézése. Ugyanakkor jelentések szerint a hatóságok drákói szigora ellenére egyre több külföldi mozgóképet és zenét csempésznek be az elzárkózó kommunista országba DVD-ken, memóriakártyákon és más adathordozó eszközökön. Állítólag egyes dél-koreai szappanoperák mellett a Született feleségek című amerikai sorozat is apró, de kitartó rajongótáborral bír Észak-Koreában.
Hasonlóan súlyos bűncselekmény a pornográfia terjesztése, amelynek vádjával 2013-as jelentések szerint Kim Dzsong Un észak-koreai vezető volt barátnőjét is kivégezték, ám ez, mint később kiderült, hamis információ volt.
Az országban a vezetékes telefon is kiváltságnak számít, többnyire az állami hivatalnokok igényelhetik.
Néhány éve még súlyos bűncselekmény volt a mobil internet. 2004-től egészen 2008-ig betiltották a mobiltelefonokat, mert állítólag az országot vezető diktátort, Kim Dzsong Il-t szállító vonat ellen egy mobiltelefonnal távvezérelt bombával hajtottak végre sikertelen merényletet. Ezután akit rajtakaptak azon, hogy illegálisan használ mobiltelefont - általában Kínából átcsempészett, csak a két ország határa közelében használható mobilokkal próbálkoztak -, akár munkatáborba is küldhették. Az azóta eltelt néhány évben az ország mobiltelefon-piacán robbanásszerű növekedés ment végbe. 2009-ben kevesebb mint hetvenezer ember használt ilyen készüléket, 2012-re az egymilliomodik felhasználó készüléke is felcsatlakozott a nagyjából 24 milliós népességű országból.
Egy a Reuters hírügynökségnek nyilatkozó kiküldetésben lévő tanácsadó tudomása szerint a legtöbben a fővárosban használnak mobiltelefont. Az ország gazdasági elitje ugyanis Phenjan-ban él, ahol a húsz és ötven év közötti korú lakosok hatvan százalékának van mobiltelefonja. A korábban borsos összegekbe kerülő készülékek ára és a percdíjak csökkentek: bár a mobil még mindig nem kifejezetten olcsó. A beszámolók szerint már nemcsak tehetős üzletemberek, hanem a fővárosi kávézókban dolgozó pincérnők is rendelkeznek saját rádiótelefonnal. Rajtuk hívást persze csak belföldre lehet lebonyolítani. A harmadik generációs hálózat 94 százalékos lakossági lefedettséggel bír.
Észak-Korea az elszigeteltsége következtében az egyik legtitokzatosabb és legfelfedezetlenebb ország a külföldi média számára. A hatóságok nem adnak sajtó vízumot. A kulturális és sporteseményeken, a külföldi vezetők hivatalos látogatásai során a riportereket folyamatosan követik és megfigyelik. A hatóság tisztviselői éberen ügyelnek rá, hogy megakadályozzanak mindennemű kapcsolatfelvételt a helyi lakossággal.

### Vallásszabadság korlátozása
Az országban a 2010-ben módosított alkotmány 68. paragrafusa szerint hivatalosan továbbra is vallásszabadság van. Ugyanezen paragrafus szerint senki sem használhatja a vallást idegen hatalom céljaira vagy az állam, illetve a társadalmi rend kárára. Az Egyesült Államok Külügyminisztériuma Észak-Koreát a világ vallásszabadság szempontjából különösen aggasztó helyzetű 8 országa közé sorolja. A Nemzetközi Vallásszabadság Bizottság 2013-as jelentése szerint a kormány szigorúan ellenőriz minden vallási tevékenységet és a Kim családot dicsőítő, vallásos jellegű szélsőséges személyi kultuszt tart fenn. Minden más vallást a dzsucse ideológia vetélytársának tekintenek. A nem engedélyezett vallási tevékenységet tiltják, a jóváhagyottat felügyelet alatt tartják.
1988-ban az állam országos szervezeteket hozott létre a buddhisták, a cshondoisták, a protestánsok és a katolikusok számára. Ezek azonban csak a nemzetközi nyomás enyhítését célozzák. A buddhista szentélyeket a kulturális örökség részeként tartják fenn, vallási tevékenység nélkül. Bizonyos buddhista szertartások engedélyezettek. Phenjanban az 1990-es évek óta egy katolikus, két protestáns és egy orosz ortodox templom épült, ezek viszont kontroll alatt állnak. Lényegében a külföldi vallásos segélyszervezetek és a látogatók felé szolgálnak kirakatként. Az utóbbi az országban élő orosz közösséget szolgálja. Az országban katolikus papság nincsen jelen. A titkos protestáns vallási életben, illetve a jövendőmondásban részt vevőkre bebörtönzés, kínzás és kivégzés vár. Ezreket tartanak fogva hitükért a büntető kényszermunkatáborokban. Az állam tart a vallásosság Kínából való beszivárgásától, ezért az onnan visszatelepülőket részletesen kivallatják, a rendőrség és a nemzetbiztonság emberei beépülnek kínai protestáns közösségekbe, sőt ál-összejöveteleket is szerveznek, hogy lebuktassák a hívőket. A nyílt elnyomás ellenére növekszik a föld alatti vallási tevékenység.
1949 és 1952 között Kim Ir Szen uralma alatt és a koreai háború során minden templom elpusztult, a legtöbb papot és szerzetest kivégezték, vagy meghalt. Francis Borgia Hong Jong Ho (1906-?) – Phenjan püspöke - annak a 166 egyházi személynek az egyike, akiket az 1940-es évek végén Kim Ir Szen kommunista rezsimje meggyilkolt vagy elrabolt. Hong püspök 2013. augusztus 15-ei halottá nyilvánításával a Szentszék részére megnyílt az út, hogy a néhai püspök és 80 vértanú társának boldoggá avatási eljárását megindítsa.
A súlyos vallásüldöztetés ellenére mégis 200 000 főre teszik a keresztények számát. Egyes beszámolók szerint a „földalatti“ találkozókon a kis házi gyülekezetekben behúzzák a függönyöket és suttogva énekelnek. Kívülről megtanult bibliarészletekkel erősítik egymást. A nehézségek ellenére növekszik az egység a keresztények között. A házi gyülekezetek szövetkeztek és életre hívtak egy imakampányt is.
2015-től látszólag enyhült a vallásüldözés. 2015. november 10-én a buddhista, cshondoista és keresztény észak-koreaiak találkozhattak a megbékélés és a nemzeti újraegyesítés jegyében egy összejövetelen a dél-koreai felekezeti társaikkal, az észak-koreai Gyémánt-hegységben. Az északi delegációt a Koreai Katolikusok Központi Bizottságának elnöke, Kang Dzsijong (Kang Ji-young), a délit I Gjongsik (Lee Gyeong-sik), a „Koreai Vallásosak a Békéért” nevű csoport elnöke vezette. Megemlítendő, hogy az észak-koreai állami sajtó a dél-koreai delegációt „Hanguk”-nak (한국; „Korea”, déli perspektívából) nevezte a szokásos „Nam-csoszon” (남조선; „Dél-Korea”, északi perspektívából) helyett.

### Családlátogatások
Körülbelül 72 ezer déli vár arra, hogy találkozhasson északi rokonaival, ezeknek az embereknek a fele nyolcvan év feletti. A 2014 február végére tervezett találkozó helyszínének Észak-Koreában, a Kumgang-hegyi turistaközpontot jelölték ki. A családegyesítő találkozásra csak kivételesen, legutóbb 2010-ben került sor. 2013 szeptemberében száz család találkozott volna, de ezt a déliek „konfrontatív hozzáállására" hivatkozva az északiak lemondták.

### Emberrablás

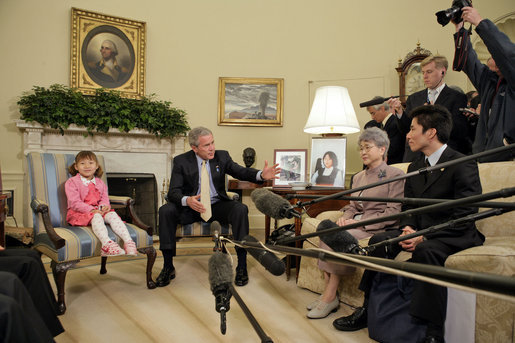
George W. Bush az Ovális irodában fogadja az Észak-Koreából menekült és az elrabolt japánok családtagjait (2006)

Észak-Korea az 1970-es és 1980-as években számos japán állampolgárt rabolt el, akiket arra kényszerített, hogy kémek kiképzésében segédkezzenek. Ezt 2002-ben Phenjan is elismerte. Az öt elrabolt embert egy látogatás erejéig hazaengedett Japánba, ők azonban az ideiglenesre tervezett tartózkodás után nem voltak hajlandóak visszatérni Észak-Koreába.
Phenjan azt állítja, hogy összesen 13 japánt rabolt el, a maradék nyolc ember pedig időközben természetes halált halt. Ezzel szemben Tokió hivatalos álláspontja szerint legalább 17 - sőt, egyes nem hivatalos vélemények szerint akár több száz - emberrablás írható Észak-Korea számlájára, tizenkét fő sorsa pedig nem lett megnyugtatóan kivizsgálva.
Az emberrablások és Phenjan rakéta- és atomprogramja jelenleg a Japán és Észak-Korea közti közeledés legfőbb akadálya. Ezzel van összefüggésben az is, hogy a japán kormány sem az Egyesült Államokkal, sem Dél-Koreával nem egyezteti külpolitikai álláspontját e kérdésben, ugyanis ha a Phenjan jelentette katonai fenyegetéssel foglalkozó Washingtont követi, úgy elsikkadhatnak érdekei, és nem kerülhet pont az emberrablások ügyére.

### Mozgásszabadság korlátozása
Az állandó kijárási korlátozás miatt Észak-Korea polgárainak nem szabad elhagyni az otthonaikat hivatalos engedély nélkül. Ezen kívül a hatóságok döntenek a polgárok lakóhelyéről. Ismeretes, hogy a fogyatékkal élőknek és a politikailag megbízhatatlan állampolgároknak tilos a fővárosban letelepedniük.
A külföldi utazás kiváltsága csak meghatározott esetben engedélyezett. Azokat, akik illegálisan lépik át az államhatárokat szigorúan büntetik, beleértve a családtagjaikat is. Az észak-koreai menekültek közül azokat, akik Kínába szöknek visszatoloncolják és speciális büntetés-végrehajtási intézetekben helyezik el.
Gyakori, hogy maguk a határőrök szöknek meg a Kínával közös határon, ezért az annak mentén húzódó szögesdrót kerítésbe áramot vezettek.

### Kínzások
A börtönökben és fogolytáborokban fogva tartottak esetében általános jelenségként tartják számon a kínzásokat, mint az észak-koreai büntetés-végrehajtási rendszer egyik eszközét. 2013-ban az ENSZ Dél-Korea, Japán és a nyugati hatalmak nyomására vizsgáló bizottságot állított fel. A jelentésben szereplő bizonyítékokat Phenjan azonnal visszautasította. Erről az észak-koreai delegáció tanácsosa, Kim Jong Ho beszélt:
"A küldöttségem teljes mértékben visszautasítja az úgynevezett vizsgálóbizottság szóbeli közlését a Koreai Népi Demokratikus Köztársaság emberi jogi helyzetéről. A közlés hamis forrásokra épül az országunkat illető emberi jogi helyzetről."

### Halálbüntetés
Észak-Koreában számos bűncselekmény esetében a legfőbb büntetés forma a halálbüntetés. A kivégzéseket gyakran nyilvánosan tartják. 2013. november 3-án például 7 városban 10-10 embert végeztek ki 10 000 fős közönség előtt, annak elrettentő hatása céljából. Ekkor cölöpökhöz kötötték őket, a fejükre fehér zsákokat húztak, majd gépfegyverekből tüzet nyitottak rájuk.
Az emberi jogi szervezetek által gyűjtött dokumentumok és beszámolók összesen 1193 kivégzést említenek Észak-Koreában, azonban a valós számok feltehetőleg ennél sokkal magasabbak.

### Az emberi kísérletek
Több észak-koreai menekült és a nemzetközi szervezetek alkalmazottai is beszámoltak arról, hogy bevett gyakorlat a táborokban vagy fogyatékkal élőkön az új fegyverek tesztelése. Továbbá beszámoltak arról is, hogy a családokra, csoportokra zárt térben halálos adag mérges gázt engedtek és annak hatékonyságát vizsgálták.

## A fogolytáborok rendszere

1952-es felvétel egy Chiktong melletti barakkról, ahol úgy vélték, hogy ENSZ hadifoglyokat tartottak fogva

Az észak-koreai büntető igazságszolgáltatási rendszer alapján börtön és büntető táborokat különböztetünk meg. A büntető tárborok két félék lehetnek: az internáló tábor a politikai foglyoknak (koreai Kwan-li-so) és az átnevelő tábor (koreai Kyo-Hwa-so) a rendszerellenes személyek részére.

### Munkatáborok
A munkatáborokban a politikai bűncselekmények vagy politikailag megbízhatatlan személyeket tartják fogva. A működtetésüket az állambiztonsági minisztérium végzi. A politikai foglyokra a családra vonatkozó kollektív büntetőjogi felelősségének elve érvényesül, azaz az elítélttel együtt élőket, a szülőket, gyermekeket és testvéreket, néha még nagyszülőket és az unokákat is - a valós ok tudta nélkül - munkatáborokba telepítik életük végéig.
A táborok a központi és északkeleti országrészben helyezkednek el. Ezekhez számos büntető telep tartozik a távoli és elszigetelt hegyvidéki völgyekben. A foglyok teljes száma a becslések szerint mintegy 200 000 fő. A Jodok és Bukchang tábor is két részre osztható: az egyik részen az életfogytig tartó kitelepített politikai foglyok élnek, a másik részen a hosszú börtönbüntetésüket töltő foglyokat tartják.
A fogvatartottakat a bányákban vagy a mezőgazdaságban kényszermunkában, egyszerű eszközökkel dolgoztatják. A táborok lakosságának 40 százaléka az elégtelen táplálkozás következtében hal meg. A rabok, akiktől napi 16 óra nehéz fizikai munkát követelnek meg, húshoz csak akkor jutnak hozzá, ha békákat vagy patkányokat sikerül megfogniuk. Az éhezés mellett betegségek, a szexuális erőszak, és a mindennapos kínzások illetve kivégzések tizedelik a foglyokat. Ha valaki büntetőtáborba kerül, ritkán szabadul ki onnan élve. Gyermekvállalás tilos, a megszületett gyermekeket az anyjukkal öletik meg.
Gyakoriak a munkabalesetek, a fagyás vagy kínzás, a csonkítás. A táborban önkényes büntetés rendszer él, a túl lassú a munkát és az engedetlenséget általában veréssel büntetik vagy kínzásokkal torolják meg. Az élelmiszerlopás vagy a menekülés kísérletének következménye a nyilvános kivégzés.
Az eredeti tizenkét – egyes feljegyzések szerint 15 - büntető tábort a közelmúltban egyesítették. Bezárt az Onsong internáló tábor, Kwan-li- No. 12, ahol egy elfojtott lázadást követően mintegy 5000 ember halálát okozták. 2009-ben hat tábort tartottak nyilván. Az egyesítések több okra vezethetőek vissza: vagy kiderült egy-egy ilyen tábor léte, vagy egyszerűen hatékonysági okokból vonták össze őket.
Egy 2013-ban nyilvánosságra hozott észak-koreai börtöntáborokról szóló tanulmány: a Political Prison Camps in North Korea Today (Politikai börtöntáborok Észak-Koreában ma) alapján amíg 2009-ben 6, addig ma 5 tábor ismert.
Az Emberi Jogokért Észak-Koreában elnevezésű washingtoni székhelyű szervezet Észak-Korea rejtett gulágjai című jelentése valószínűsíti, hogy a 22-es tábor lakóinak nagy része a tábor 2012 decemberében történt felszámolása során éhen halt. Az ország északnyugati részén elhelyezkedő, mintegy 200 négyzetkilométernyi tábornak korábban 30 ezer rabja volt, felszámolásakor azonban már csak 3000 elítélt maradt. A Dél-Koreába menekült egykori elítéltek megerősítették, hogy a tábor felszámolása előtt mintegy 8000 foglyot szállítottak át az ország más lágereibe, 22 ezer személynek azonban nyoma veszett. Mivel arról, hogy bárkit is szabadon engedtek volna, nincs információ, egyre megalapozottabb a gyanú, hogy a keresett személyek nem jutottak élelemhez, miközben szemtanúk beszámolója szerint az őrök a helyi piacon adták el az élelmiszer tartalékaikat. A 22-es tábor bezárására azt követően került sor, hogy az egyik őrparancsnok Kínába szökött.
Menekülés a 14-es táborból címmel Sin Donghjok számol be a 14-es számú táborban töltött éveiről.

### Átnevelő táborok
Az átnevelő táborok a belügyminisztérium fennhatósága alá tartoznak és a bűnözőknek tartják fenn. A hagyományos bűnözés és a politikai bűnözés homályos átfedésben van egymással. Ide tartoznak azok az emberek is, akik a párt vezetését bármilyen módon bírálják, vagy épp hamis vádak alapján feltételezik róluk, hogy ezt állították. A politikai bűncselekményeknek nagyon széles köre létezik, a köztársaság lejáratásától a közrend megzavarásáig mindegyik szigorúan büntetett. A rossz fogva tartási körülményeket, az éhséget és a kínzásokat a rabok nagy része nem éli túl.
Az átnevelő táborok többnyire nagy, magas fallal körülvett börtön komplexumok. Az észak-koreai börtönélet kemény és életveszélyes. A foglyok a hatóságok révén rendszeresen ki vannak téve a kínzásnak és embertelen bánásmódnak. A foglyokat nyilvános és titkos kivégzéseken ölik meg, akár a gyermekeket is, különösen abban az esetben, ha menekülési kísérleten kapják, de előfordul kényszerített abortusz és a babák születéskori megölése. A halálozási arány igen magas. Az emberi jogok megsértését a fogolytáborokban a kormány határozottan tagadja, azt állítva, hogy a büntetőeljárási törvény ezt tiltja. Azonban a volt foglyok beszámolói szerint teljesen különböző szabályok vonatkoznak a táborokra.
A köztörvényes bűnözők helyzete alig különbözik a politikai foglyokétól. A fogva tartottak ideológiai képzésben részesülnek munka után, például: meg kell tanulniuk az ország vezérének beszédeit vagy gyakorolniuk kell a kritika és önkritika eszközeit. Az átnevelő táboroknak sok olyan lakója van, akik a világ más országában nem lennének büntetendők vagy a gazdasági szükségszerűség vitte rá őket az élelmiszerlopásra, a csempészetre és az illegális kereskedelemre.
Jelenleg 15-20 átnevelő tábor működhet az országban. Az egykori foglyok vallomása szerint az 1. számú átnevelő táborba (Kaechon): 6000 fogoly, a 12. számú Chongori táborban 2000 fogoly, a 77. számú Tanchon táborban: 7000., a 22. számú Oro táborban: 1000., a 4. számú Kangdong táborban 7.000 fogvatartottal.
Az 1. számú átnevelő tárbor lakója volt Lee Soon, jelenleg Dél-Koreában élő emberjogi aktivista.
Lee Soon 2002-ben részletesen beszámolt az Egyesült Államok Képviselőházának az észak-koreai büntetés-végrehajtási rendszerről.
Büntetését tölti Kenneth Bae amerikai misszionárius, akit 2012-ben ítéltek 15 év kényszermunkára állítólagos szervezkedésért.

## Állami propaganda

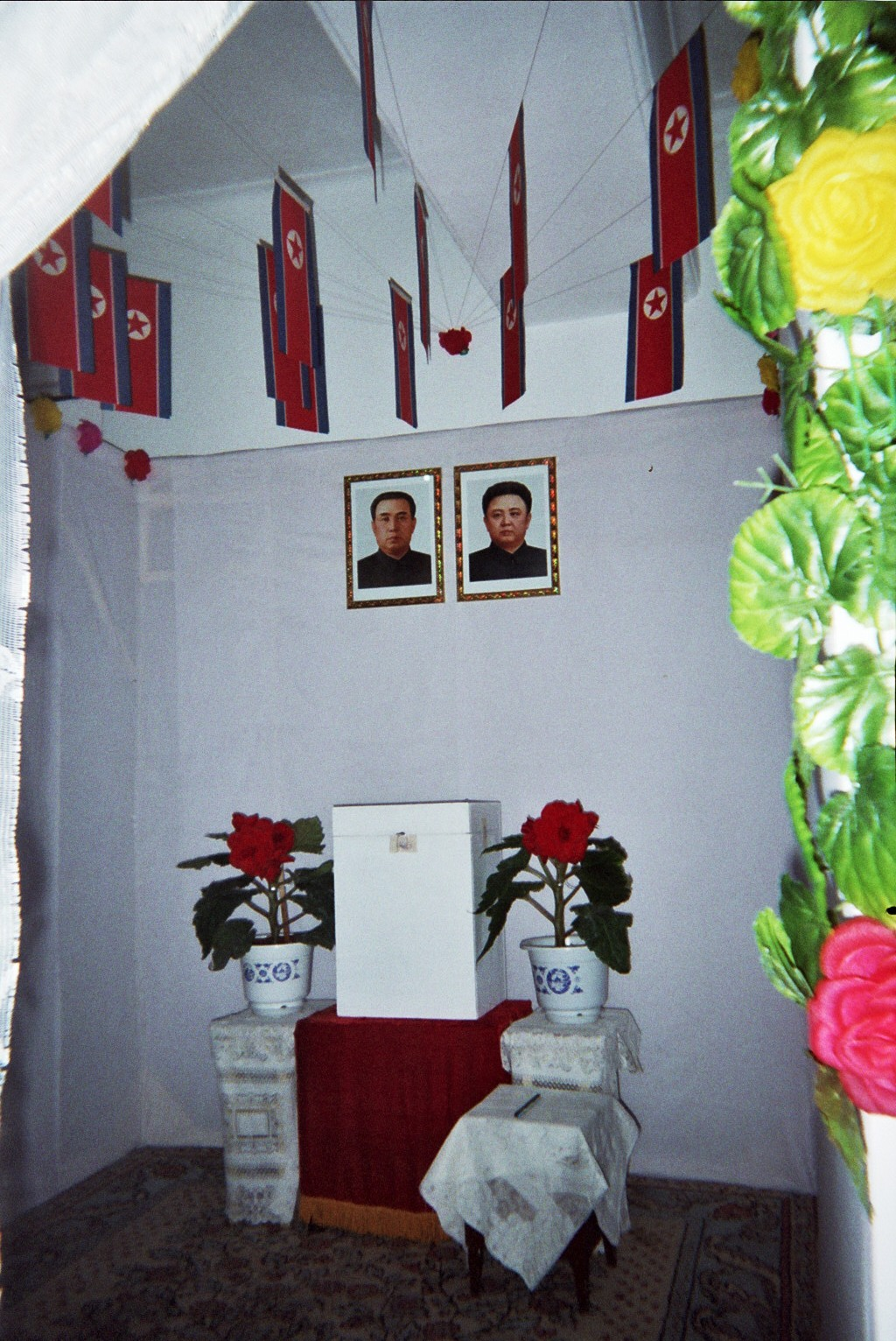
Szavazófülke

A diktatórikus kormány tagadja az emberi jogok megsértését és léteznek olyan intézmények, pártok, amelyek külsőleg azt a látszatot keltik, hogy Észak-Korea egy demokratikus, pluralista társadalom. A Legfelsőbb Népi Gyűlés tölti be a parlament szerepét, illetve több párt is működik: a Demokratikus Front a Szülőföld Egyesítéséért, amely a Koreai Munkapárt és két kisebb politikai erő, a Koreai Szociáldemokrata Párt és a Cshondoista Cshongu Párt koalíciójából jött létre.
Az egyházi szervezetek működését alkotmányi szinten engedélyezik.
1989-ben Phenjanban tartották a 13. Világifjúsági Találkozót, amelyre sok külföldi látogatót vártak. A külföldi látogatók és újságírók számára jellemzően csak a főváros és a kiválasztott helyszínek megtekintését engedélyezik.
A propaganda részét képezik az olyan hatalmas Potemkin-falu jellegű építkezések, amelyek keretében gyárakat, bevásárlóközpontokat, vidámparkokat, szórakozóhelyeket, strandokat, sípályákat, stb. építenek fel, amelyeket hitelesen igyekeznek berendezni és megbízható embereket állítanak be oda pózolni azt a hamis látszatot keltve, hogy Észak-Korea egy jóléti állam. Néhány látványosan berendezett kórház is akad, ahol úgy tűnik, hogy nyugati színvonalú, modern egészségügyi ellátás zajlik és maximálisan egészséges higiéniai körülmények uralkodnak. A menekültek beszámolói és a titkos felvételek alapján ezek a létesítmények a valóságban szintén nem üzemelnek. A közegészségügy és az élelmiszerellátás az országban teljesen romokban hever. A pártvezetők, a hadsereg tisztjei és a káderek viszont a kiváltságos helyzetükből eredően mindenből részesülnek.

## Könyvek, beszámolók
- Menekülés a 14-es táborból címmel jelent meg Sin Donghjok - alsó osztályúba sorolt, jogfosztott, táborban született rab[59] életrajzi könyve Blaine Harden szerző által készített interjúkból.[50]
- Soon Ok Lee 1994-ben szabadult ki 6 év munkatábori fogságból. 1. számú átnevelő tárborban szerzett élményeiről német nyelven a Lasst mich eure Stimme sein! - Sechs Jahre in Nordkoreas Arbeitslagern címmel jelent meg könyv, részleges magyar nyelvű fordítása is elérhető.[60]
- Jee Heont 34 évesen ítélték el. Jee szemtanúja volt annak, ahogy katonák arra kényszerítenek egy anyát, hogy fojtsa vízbe az éppen akkor született gyerekét, mindezért pedig addig verték, amíg ezt nem tette meg. Sikeres szökést követően a Szöuli meghallgatása is az alapját képezte az ENSZ 2013-ban született beszámolójának.[61]

## Fordítás
- Ez a szócikk részben vagy egészben  a   Menschenrechtssituation in Nordkorea című német Wikipédia-szócikk ezen változatának fordításán alapul.  Az eredeti cikk szerkesztőit annak laptörténete sorolja fel. Ez a jelzés csupán a megfogalmazás eredetét és a szerzői jogokat jelzi, nem szolgál a cikkben szereplő információk forrásmegjelöléseként.